# Itavo
Itavo S.r.l. precedentemente nota come Mediashopping S.p.A. è stata un'azienda italiana.

## Descrizione
Nata nel 2005 con il nome Mediashopping, l'azienda si occupava della commercializzazione di vari prodotti gestiti dalla piattaforma commerciale multicanale di Mediaset Media4commerce. È stato il primo marchio a sviluppare il mercato italiano del direct response TV, introducendo il modello di vendita multi canale.
I canali di vendita principali erano TV, telemarketing, web e vendita al dettaglio.
Il metodo principale di vendita per Mediashopping è stato la vendita attraverso i vari spazi pubblicitari presenti nelle reti Mediaset con appositi spot, televendite e telepromozioni in onda tutti i giorni sulle reti del gruppo nella fascia oraria notturna.
Mediashopping possedeva anche un sito di commercio elettronico che consentiva di acquistare i più vari prodotti, presente anche sui dispositivi mobili dal 2013. Nel luglio 2008 il marchio è sbarcato anche su eBay, mentre nel 2009 è stata aperta una nuova sezione chiamata Mediashopping Electro, dedicata alla vendita di prodotti tecnologici in seguito eliminata per la focalizzazione del marchio sui best seller mondiali di Teleshopping.
In passato l'azienda ha firmato accordi con le principali catene della grande distribuzione organizzata (GDO) per la vendita di prodotti all'interno di alcuni ipermercati, con espositori dedicati che permettevano ai clienti di prendere e acquistare i prodotti direttamente alla cassa.
Mediashopping è stato anche un membro dell'ERA, Associazione Mondiale di Retailer nel settore delle vendite a distanza.
Inizialmente parte del gruppo Mediaset, il 2 novembre 2020 l'azienda viene ceduta al gruppo Ortigia Investimentit, che ne ha cambiato il nome in Itavo S.r.l. per poi fallire 2 anni più tardi, il 7 luglio 2022. Subisce cambiamenti anche il marchio dell'azienda, Mediashopping, che a partire dal 2021 è stato presente esclusivamente nel commercio online sotto la denominazione MediaShopping.it.

## Loghi

3 ottobre 2005 - 8 gennaio 2010
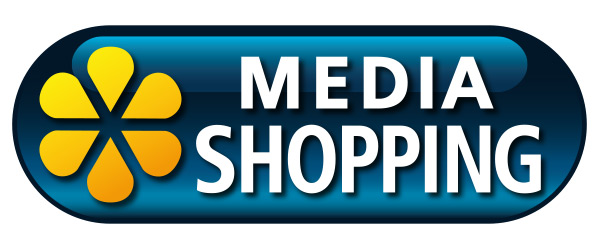
9 gennaio 2010 - 17 aprile 2021
18 aprile 2021 - 7 luglio 2022